# 沙蒂永叙布鲁埃
沙蒂永叙布鲁埃（法語：Châtillon-sur-Broué，法語發音：[ʃatijɔ̃ syʁ bʁue]）是法国马恩省的一个市镇，位于该省东南部，属于维特里勒弗朗索瓦区。

## 地名
法语词“sur”意为“在……上方”，在地名中常接河名，此时地名按“XXX河畔XXX”译，但此处的“布鲁埃”（Broué）并不是河名，而是一个沼泽的名称，“Châtillon-sur-Broué”一名意为“布鲁埃沼泽上方的沙蒂永”。

## 地理
沙蒂永叙布鲁埃（48°32'45"N, 4°42'11"E）面积6.63 平方千米，位于法国大東部大區马恩省，该省份为法国东北部内陆省份，北起阿登省，西北接埃纳省，西南接塞纳-马恩省，南至奥布省，东南接上马恩省，东临默兹省。
与沙蒂永叙布鲁埃接壤的市镇（或旧市镇、城区）包括：日福蒙-尚波贝尔、乌蒂讷、里沃代尔瓦斯。
沙蒂永叙布鲁埃的时区为UTC+01:00、UTC+02:00（夏令时）。

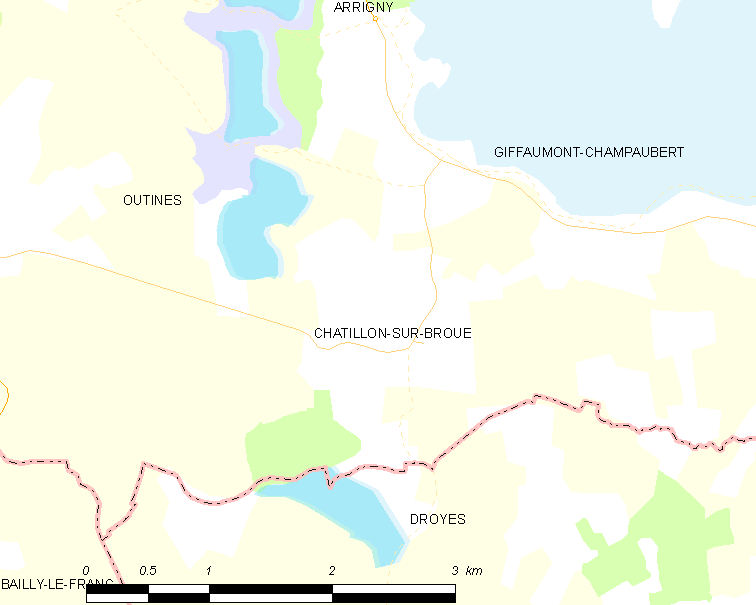
沙蒂永叙布鲁埃的OSM定位图

## 行政
沙蒂永叙布鲁埃的邮政编码为51290，INSEE市镇编码为51135。

## 政治
沙蒂永叙布鲁埃所属的省级选区为塞迈兹莱班县。

## 人口

1962-2008年间沙蒂永叙布鲁埃人口变化图示

沙蒂永叙布鲁埃于2022年1月1日时的人口数量为85人。